# Fiftytwo Ridge
Fiftytwo Ridge är en ås i Kanada.   Den ligger i provinsen British Columbia, i den centrala delen av landet, 3 300 km väster om huvudstaden Ottawa.
I omgivningarna runt Fiftytwo Ridge växer i huvudsak barrskog. Trakten runt Fiftytwo Ridge är nära nog obefolkad, med mindre än två invånare per kvadratkilometer.